# Campeonato Mundial de Atletismo Sub-20 de 2021 - 1500 m masculino
A prova dos 1500 metros masculino do Campeonato Mundial de Atletismo Sub-20 de 2021 ocorreu entre os dias 19 a 21 de agosto de 2021 no Centro Esportivo Internacional Moi, em Nairóbi, no Quênia. 

## Recordes
Antes desta competição, os recordes mundiais e do campeonato nesta prova eram os seguintes:
|       | Nome              | Nacionalidade | Tempo   | Local    | Data                |
| ----- | ----------------- | ------------- | ------- | -------- | ------------------- |
| WU20R | Ronald Kwemoi     | Quênia        | 3:28.81 | Mónaco   | 18 de julho de 2014 |
| CR    | Abdalaati Iguider | Marrocos      | 3:35.53 | Grosseto | 15 de julho de 2004 |
| WU20L | Kamar Etiang      | Quênia        | 3:33.12 | Nairóbi  | 19 de junho de 2021 |

## Medalhistas
| Ouro                      | Prata               | Bronze               |
| Vincent Kibet Keter (KEN) | Wegene Addisu (ETH) | Melkeneh Azize (ETH) |

## Cronograma
Todos os horários são locais (UTC+3).  
| Data         | Hora  | Evento  |
| ------------ | ----- | ------- |
| 19 de agosto | 16:20 | Bateria |
| 21 de agosto | 16:30 | Final   |

## Resultados

### Bateria
Qualificação: Os 4 primeiros de cada bateria (Q) e os 4 tempos mais rápidos (q). 
| Posição | Bateria | Atleta              | Nacionalidade                  | Tempo   | Notas           |
| ------- | ------- | ------------------- | ------------------------------ | ------- | --------------- |
| 1       | 1       | Vincent Kibet Keter | Quênia                         | 3:42.35 | Q               |
| 2       | 2       | Kamar Etiang        | Quênia                         | 3:44.75 | Q               |
| 3       | 1       | Melkeneh Azize      | Etiópia                        | 3:44.81 | Q               |
| 4       | 2       | Wegene Addisu       | Etiópia                        | 3:44.86 | Q               |
| 5       | 1       | Abderezak Suleman   | Eritreia                       | 3:47.81 | Q               |
| 6       | 1       | Peter Maru          | Uganda                         | 3:48.28 | Q               |
| 7       | 2       | Pol Oriach          | Espanha                        | 3:49.32 | Q               |
| 8       | 2       | Ylies Mihoubi       | França                         | 3:50.22 | Q               |
| 9       | 2       | Santtu Heikkinen    | Finlândia                      | 3:50.55 | q               |
| 10      | 1       | Hamza Bouchallikh   | Marrocos                       | 3:51.50 | q               |
| 11      | 1       | Jean de Dieu Butoyi | Burundi                        | 3:51.70 | q               |
| 12      | 2       | Dawit Seare         | Eritreia                       | 3:53.08 | q               |
| 13      | 2       | Ismail Loukman      | Djibuti                        | 3:53.92 |                 |
| 14      | 2       | Taha Er-Raouy       | Marrocos                       | 3:55.29 |                 |
| 15      | 2       | Achraf Abbane       | Itália                         | 4:00.98 |                 |
| 16      | 1       | Devrim Kazan        | Turquia                        | 4:03.61 |                 |
| 17      | 1       | Zola Sokhela        | África do Sul                  | 4:03.70 |                 |
| 18      | 2       | Keanu Domingo       | África do Sul                  | 4:06.19 |                 |
| 19      | 1       | Karim Belmahdi      | Argélia                        | 4:09.06 |                 |
| 20      | 1       | Justin Ciza         | República Democrática do Congo | 4:27.96 | Recorde pessoal |
| 21      | 1       | Nabil Mahdi         | Djibuti                        | DNF     |                 |
| 21      | 2       | Israel Tinajero     | México                         | DSQ     | TR17.3.2        |

### Final
A prova final foi realizada no dia 21 de agosto às 16:31. 
| Posição           | Atleta              | Nacionalidade | Tempo   | Notas           |
| ----------------- | ------------------- | ------------- | ------- | --------------- |
| Medalha de ouro   | Vincent Kibet Keter | Quênia        | 3:37.24 |                 |
| Medalha de prata  | Wegene Addisu       | Etiópia       | 3:37.86 |                 |
| Medalha de bronze | Melkeneh Azize      | Etiópia       | 3:40.22 |                 |
| 4                 | Pol Oriach          | Espanha       | 3:40.36 |                 |
| 5                 | Peter Maru          | Uganda        | 3:41.45 |                 |
| 6                 | Abderezak Suleman   | Eritreia      | 3:42.53 |                 |
| 7                 | Hamza Bouchallikh   | Marrocos      | 3:46.75 |                 |
| 8                 | Jean de Dieu Butoyi | Burundi       | 3:47.42 | Recorde pessoal |
| 9                 | Santtu Heikkinen    | Finlândia     | 3:49.14 |                 |
| 10                | Ylies Mihoubi       | França        | 4:00.63 |                 |
| 11                | Kamar Etiang        | Quênia        | DSQ     | TR17.3.2        |
| 12                | Dawit Seare         | Eritreia      | DNS     |                 |

Legenda
| Recorde mundial       | Recorde mundial (World record)               |                       | Recorde africano                      | Recorde africano (African) |                                           | Q | Classificado por posição (Qualified) |
| Recorde do campeonato | Recorde do campeonato (Championship record)  | Recorde da América    | Recorde da América (Americas)         | q                          | Classificado por melhor tempo (Qualified) |   |                                      |
| Melhor marca do ano   | Melhor marca do ano (World leading)          | Recorde asiático      | Recorde asiático (Asian)              | DNS                        | Não largou (Did not start)                |   |                                      |
| Recorde nacional      | Recorde nacional (National record)           | Recorde europeu       | Recorde europeu (European)            | DNF                        | Não terminou (Did not finish)             |   |                                      |
| Recorde pessoal       | Recorde pessoal do atleta (Personal best)    | Recorde da Oceania    | Recorde da Oceania (Oceania)          | DSQ / DQ                   | Desclassificado (Disqualified)            |   |                                      |
| Recorde da temporada  | Recorde da temporada do atleta (Season best) | Recorde sul-americano | Recorde sul-americano (South America) | NM                         | Sem marca (No mark)                       |   |                                      |